# خلل فبرينوجين الدم
تتكون أمراض خلل الفِبرينوجين في الدم من ثلاثة أنواع من اضطرابات الفِبرينوجين حيث ينتشر عامل تخثر -تجلّط- الدم الحرج الفِبرينوجين عند المستويات الطبيعية ولكنه معطل. النوع الأول وهو خلل الفِبرينوجين الدم الخلقي أو الوراثي وهو اضطراب وراثي ينتج فيه أحد الجينات الأبوية مقدار من الفِبرينوجين غير الطبيعي. يتداخل هذا الفِبرينوجين غير الطبيعي مع عوامل تخثر الدم الطبيعي و / أو عوامل تحلل الجلطات الدموية. لذلك قد تسبب الحالة نزيفًا مرضيًا و / أو تجلطًا.   النوع الثانى وهو خلل فِبرينوجين الدم المكتسب هو اضطراب غير وراثي يكون فيه الفِبرينوجين غير فعال بسبب وجود أمراض الكبد أو أمراض المناعة الذاتية أو خلل في خلايا البلازما أو بعض أنواع السرطان. يرتبط في المقام الأول بالنزيف المرضي. النوع الثالث داء النشواني الفِبرينوجيني الوراثي قد يقسمّ على أنه فئة فرعية من خلل الفِبرينوجين الدم الخلقي الوراثي حيث لا يتسبب الفِبرينوجين المختل في حدوث نزيف أو تجلط، ولكنه يتراكم تدريجياً في الكلى ويعطل وظائفها.
يعد خلل فِبرينوجين الدم الخلقي الوراثي أكثر الاضطرابات الثلاثة شيوعًا. تم العثور على حوالي 100 طفرة جينية مختلفة تحدث في أكثر من 400 عائلة تسببها.   كل هذه الطفرات بالإضافة إلى تلك التي تسبب الداء النشواني لسلسلة الفِبرينوجين الوراثي تظهر تغلغلًا جزئيًا، أي أن بعض أفراد الأسرة فقط الذين لديهم أحد هذه الجينات الطافرة يصابون بأعراض مرتبطة بخلل الفِبرينوجين الدم.  في حين أن كلا من الاضطرابات الخلقيّة الوراثيّة وكذلك خلل الفِبرينوجين الدم المكتسب يعتبر نادرًا جدًا، تشير التقديرات إلى أن حوالي 0.8 ٪ من الأفراد المصابين بالتخثر الوريدي يعانون إما خللًا خلقيًا وراثيّاً أو مكتسبًا. ومن ثم، فإن اضطرابات خلل الفبرينوجين في الدم قد تكون حالات غير مشخصة بشكل كبير بسبب الجلطات المنفردة التي لا يتم تقديرها على أنها تعكس اضطراب الفِبرينوجين بسبب قلّة الحالات وندرة هذه الأمراض. 
يتميز خلل فِبرينوجين الدم الخلقي الوراثي عن اضطراب وراثي مشابه يسمّى نقص وخلل فِبرينوجين الدم الخلقي الوراثي. كلا الاضطرابين يحدثان بسبب دوران الفِبرينوجين المختل وظيفيًا ولكن في نقص وخلل فِبرينوجين الدم الخلقي الوراثي تكون مستويات الفِبرينوجين في البلازما منخفضة بينما في خلل فِبرينوجين الدم الخلقي تكون طبيعية في الكميّة معتلّه في الوظيفة. علاوة على ذلك، فإن الاضطرابين يحدثان بسبب طفرات جينية وأنماط وراثية مختلفة بالإضافة إلى أعراض مختلفة إلى حد ما.  

## الفبرينوجين
الفِبرينوجين هو بروتين سكري يصنع ويفرز في الدم بشكل أساسي عن طريق الخلايا الكبدية. تصنع خلايا البطانة للأوعيه الدمويّه أيضًا كميات صغيرة من الفِبرينوجين ولكن هذا الفِبرينوجين لم يتم تمييزه بالكامل؛ الصفائح الدموية وأسلافها في نخاع العظام -خلايا نواء نخاع العظم- كان يعتقد سابقاً أنها تصنع الفِبرينوجين لكن ثبت الآن أنها تمتص وتخزن البروتين السكري ولكنها لا تصنعه.   يتكون البروتين السكري المشتق من الخلايا الكبدية النهائي المفرز من جزأين يتكون كل منهما من ثلاث سلاسل متعددة الببتيد، Aα (يُطلق عليه أيضًا α) المشفرة في الـ DNA البشري بواسطة جين FGA ، Bβ (يُطلق عليه أيضًا β) المشفر بواسطة جين FGB ، و γ مشفر بواسطة جين FGG . تقع جميع الجينات الثلاثة على الذراع الطويلة (أي "p") للكروموسوم البشري 4 (في المواضع 4q31.3 و 4q31.3 و 4q32.1، على التوالي) كلاً من الجينات السابقة قد يحتوي على طفرات تسبب خلل فِبرينوجين الدم الخلقي الوراثي. يتم تجميع مجموعتين من الثلاث سلاسل وتكوين بروتين يتكون من سته سلاسل ويطلق عليه الهيكسهيمر -هيكس = سته في اللغة اللاتينيه- كبروتين في الشبكة الإندوبلازمية للخلايا الكبدية ثم يتم نقله إلى جهاز جولجي في الخلية حيث تتم إضافة السكريات المتعددة (أي السكريات المعقدة) وحمض السياليك عن طريق مسارات إنزيم الارتباط بالجليكوزيل والسياليل وبالتالي تحويل الهيكسيمر إلى بروتين سكري ليفي وظيفي. يتم ترتيب البروتين السكري النهائي المتداول (المشار إليه كـ (AαBβγ) 2 أو (αβγ) 2 أو Aα 2 Bβ 2 γ 2 أو α 2 2 2) كقضيب مرن طويل مع عقيدات في كلا الطرفين تسمى مجالات D والعقدة المركزية يسمى المجال E. 
تتضمن العملية الطبيعية لتكوين الجلطة الدموية عملية منسقة لمسارين منفصلين يغذيان مسارًا مشتركًا نهائيًا: 1) الإرقاء الأولي، أي التصاق وتنشيط وتجميع الصفائح الدموية المنتشرة في مواقع إصابة الأوعية الدموية و 2) إرقاء ثانوي، أي انقسام السلاسل Aα و B من الفِبرينوجين بواسطة الثرومبين لتكوين خيوط ليفية فردية بالإضافة إلى ببتيدات الفيبرين A و B المتكونة من هذا الانقسام. في المسار المشترك النهائي، يتم ربط الفبرين عبر عامل التجلط المنشط الثالث عشر (يسمى العامل XIIIa) لتكوين جلطات الفيبرين الناضجة الشبيهة بالهلام. تعمل مسارات انحلال الفيبرين اللاحقة على الحد من تكوين الجلطات وإذابة الجلطات التي لم تعد هناك حاجة إليها. يحتوي الفِبرينوجين وسلسلة الفبرين الخاصة به على عدة وظائف في هذه العملية:    
- تخثر الدم: تركيز الفِبرينوجين هو العامل المحدد للمعدل في تكوين الجلطة الدموية، كما أن الصفائح الدموية أمر بالغ الأهمية لهذا التكوين (انظر التخثر).
- تراكم الصفائح الدموية: يعزز الفِبرينوجين تراكم الصفائح الدموية عن طريق ربط مستقبلات بروتين سكري IIb / IIIa للصفائح الدموية وبالتالي يعزز تكوين جلطة الدم من خلال مسار الإرقاء الأولي.
- تحلل الجلطة الدموية: تربط سلسلة الفيبرين ألفا المكونة من الفِبرينوجين منشط البلازمينوجين النسيجي، وهو عامل يكسر جلطات الدم ليشارك بذلك في تعزيز انحلال الفبرين.

بناءً على وظائف الفِبرينوجين هذه، قد تعمل طفرة الفِبرينوجين إما على تثبيط أو تعزيز تكوين جلطة الدم و / أو التحلل لإنتاج إستعداد مرضي لدى الأفراد لتطوير نزيف مرضي أو تجلط الدم أو كلا الحالتين. 

## خلل فبرينوجين الدم الخلقي الوراثي

### العرض
العديد من حالات خلل الفِبرينوجين الدم الخلقي تكون بدون أعراض. نظرًا لأن مظاهر الاضطراب تحدث عمومًا في مرحلة البلوغ المبكرة أو في منتصف العمر، فقد لا يكون لدى الأفراد الأصغر سنًا الذين يعانون من الطفرة الجينية الوقت الكافي لتطوير الأعراض بينما من غير المرجح أن تظهر الأعراض على الأفراد الذين لم تظهر عليهم أعراض سابقًا في سن متقدمة مع مثل هذه الطفرة. نوبات النزيف في معظم حالات هذا الاضطراب خفيفة وعادة ما تكونكدمات سهلة وغزارة الطمث. قد تكون مظاهر النزيف الأقل شيوعًا شديدة أو حتى مهددة للحياة؛ وتشمل هذه النزيف المفرط بعد قلع الأسنان والجراحة والولادة المهبلية والإجهاض. نادرًا ما يعاني هؤلاء الأفراد من تدمي المفصل أو نزيف دماغي. في إحدى الدراسات التي أُجريت على 37 شخصًا أكبر من 50 عامًا يعانون من هذا الاضطراب، كان 19 ٪ منهم لديهم تاريخ من تجلط الدم. تحدث المضاعفات الخثارية في كل من الشرايين والأوردة وتشمل النوبة الإقفارية العابرة والسكتة الدماغية واحتشاء عضلة القلب وتجلط الشريان الشبكي وخثار الشريان المحيطي والتخثر الوريدي العميق. في سلسلة واحدة من 33 فردًا لديهم تاريخ من تجلط الدم بسبب خلل فِبرينوجين الدم الخلقي، أصيب خمسة منهم بارتفاع ضغط الدم الرئوي المزمن بسبب الانصمام الرئوي المستمر على الأرجح بسبب تجلط الأوردة العميقة. يعاني حوالي 26٪ من المصابين بهذا الاضطراب من مضاعفات النزيف والتجلط.  

### الفيزيولوجيا المرضية
غالبًا ما ينتج خلل الفبرينوجين الدم الخلقي عن طفرة مغلوطة جسمية سائدة واحدة في الجين Aα أو Bβ أو γ ؛ نادرًا ما يكون ناتجًا عن طفرة خطأ متجانسة أو مركبة متغايرة الزيجوت ، أو حذف، أو طفرة تغيير الإطارات، أو طفرة إدراج، أو طفرة في موقع لصق في أحد هذه الجينات. المواقع الأكثر شيوعًا لهذه الطفرات ترمز إلى الطرف N لسلسلة Aα أو الطرف C من السلسلة التي تؤدي إلى تجميع معيب للفيبرين في تكوين الجلطة المبكرة وبالتالي الاستعداد للنزيف.  يمثل اثنان من الطفرات المغلوطة الخاصة الغالبية (74 ٪ في دراسة واحدة من 101 فردًا) من جميع الطفرات المرتبطة بخلل الفِبرينوجين الدم، وبالتالي يمثلان المواقع الرئيسية التي يجب فحصها في الاختبار الأولي للأفراد الذين يعانون من اضطراب نزيف خلل التنسج الخلقي الخلقي. تغير هذه الطفرات الكودون المشفر للحمض الأميني أرجينين إما في الموضع 35 من FGA (يُطلق عليه Arg35 ؛ انظر الفِبرينوجين Metz1 والفِبرينوجين Bicetre في الجدول أدناه) أو الموضع 301st لـ FGG (يُطلق عليه Arg301 ؛ انظر الفِبرينوجين بالتيمور الرابع في الجدول أدناه). 
يسرد الجدول التالي أمثلة على الطفرات التي تسبب خلل تكوين الفبرين الخلقي. يعطي: أ) الاسم التافه للبروتين الطافر. ب) تحور الجين (أي FGA أو FGB أو FGG)، وموقع الطفرة (أي النوكليوتيدات المرقمة في الجين المستنسخ)، وأسماء النيوكليوتيدات (أي C ، T ، A ، G) في هذه المواقع قبل> بعد الطفرة؛ ج) الببتيد الفِبرينوجين المتغير (Aα ، Bβ ، أو λ) والأحماض الأمينية (باستخدام الاختصارات القياسية) الموجودة في الفِبرينوجين المنتشر طبيعيًا؛ د) سبب خلل (اختلالات) الفبرينوجين الطافر؛ هـ) العواقب السريرية للطفرة. و) التعليقات. ما لم يُذكر على أنه حذف (حذف) أو تحول إطار (fs) أو طفرة متماثلة اللواقح، فإن جميع الطفرات هي طفرات متغايرة الزيجوت.  
| اسم تافه                  | الجين: موقع الطفرة                 | سلسلة البروتين: طفرة الموقع | الفيزيولوجيا المرضية                             | الاضطراب السريري | تعليق                                                                 |
| ------------------------- | ---------------------------------- | --------------------------- | ------------------------------------------------ | ---------------- | --------------------------------------------------------------------- |
| الفِبرينوجين ديترويت       | FGA : c.114G> C / T.               | Aα: Arg19Ser                | بلمرة غير طبيعية                                 | نزيف             | نادر نسبيا؛ أول وصف لخلل تكوّن الفبرين الخلقي                          |
| الفِبرينوجين Metz1         | FGA : c.103C> T.                   | Aα: Arg35Cys                | تأخر إطلاق الفيبرينوببتيد أ                      | نزيف             | شائع نسبيًا                                                            |
| الفِبرينوجين بيسيتريل      | FGA : c.104C> G                    | أ: Arg35His                 | تأخر إطلاق الفيبرينوببتيد أ                      | نزيف             | شائع نسبيًا                                                            |
| الفِبرينوجين بيرث          | FGA : 1541delC                     | Aα: Pro495Leufs             | تجلط رقيق، زيادة قوة الجلطة، ضعف إنتاج البلازمين | النزيف والتجلط   | نادر نسبيا                                                            |
| الفِبرينوجين نابولي        | بنك الخليج الأول : حوالي 292 جي> أ | بβ: الا68ثر                 | ارتباط الثرومبين المعيب                          | تجلط الدم        | نادر نسبيا؛ متماثل                                                    |
| الفِبرينوجين بالتيمور IV   | FGG : c.901C> T.                   | λ: Arg301Cys                | ضعف تفاعلات الألياف                              | تجلط الدم        | شائع نسبيًا                                                            |
| الفِبرينوجين فليسينجين     | FGG : c.1033_1038del               | λ: ديل Asn319-Asp320        | ضعف تفاعلات الألياف                              | تجلط الدم        | نادر نسبيا؛ تم حذف النيوكليوتيدات 1033-1038 والأحماض الأمينية 319-320 |
| الفِبرينوجين Barccelona IV | FGG : حوالي 902G> أ                | λ: Arg301His                | ضعف تفاعلات الألياف                              | تجلط الدم        | شائع نسبيًا                                                            |

### تشخيص
يتم تشخيص خلل الفبرينوجين الخلقي من خلال الدراسات المختبرية السريرية التي تجد المستويات الطبيعية من الفِبرينوجين في البلازما ولكن هناك زيادة كبيرة في كمية الفِبرينوجين المكتشفة مناعياً مقارنةً بالفِبرينوجين المكتشف وظيفيًا (أي القدرة على التجلط). نسبة كتل الفِبرينوجين المكتشفة وظيفيًا إلى كتل الفِبرينوجين المكتشفة مناعيًا في هذه الحالات هي <0.7. زمن الثرومبوبلاستين الجزئي ، زمن الثرومبوبلاستين الجزئي النشط ، زمن الثرومبين، واختبارات زمن الريبتيلز عادة ما تطول بغض النظر عن تاريخ النزيف أو التخثر.  حيثما كان ذلك متاحًا، تعمل التحليلات المعملية لجينات الفِبرينوجين وسلاسل الببتيد على ترسيخ التشخيص. يجب أن يبحث الفحص الأولي لهذه الجينات أو سلاسل البروتين تحديدًا عن طفرات «النقاط الساخنة»، أي الطفرات الأكثر شيوعًا (انظر قسم الفيزيولوجيا المرضية) التي تشكل الجزء الأكبر من الطفرات في الاضطراب.  في حالات خلل الفِبرينوجينيميا التي يشتبه في وجود مرض مكتسب فيها، يتطلب التشخيص التشخيص المناسب لوجود مرض مسبب. 
يتم تمييز خلل تكوين الفبرين الخلقي مبدئيًا عن نقص فِبرينوجين الدم الخلقي من خلال اكتشاف مستويات الفِبرينوجين الطبيعية المكتشفة مناعيًا في خلل تولد الفبرين الخلقي ومستويات أقل من الطبيعي من الفِبرينوجين المكتشف مناعيًا في نقص فبرينوجين الدم الخلقي. يُظهر كلا الاضطرابين نسب كتلة من الفِبرينوجين المكتشف وظيفيًا إلى الفِبرينوجين المكتشف مناعيًا والتي تقل عن <0.7. يمكن للتحليلات الجينية والبروتينية أن تفرق بشكل قاطع بين الاضطرابين. 

### العلاج
في دراسة أجريت على 189 شخصًا تم تشخيص إصابتهم بخلل فِبرينوجين الدم الخلقي، كان حوالي 33٪ بدون أعراض، و 47٪ تعرضوا لنزيف عرضي، وحوالي 20٪ عانوا من الجلطات العرضية.  نظرًا لندرة هذا الاضطراب، فإن علاج الأفراد بهذه العروض يعتمد بشكل أساسي على تقارير الحالة، والمبادئ التوجيهية التي وضعتها المملكة المتحدة، وآراء الخبراء بدلاً من الدراسات السريرية الخاضعة للرقابة. 

#### الأفراد بدون أعراض
يعتمد علاج خلل الفِبرينوجين الدم الخلقي غير المصحوب بأعراض جزئيًا على توقعات الإصابة بالنزيف و / أو المضاعفات الخثارية على النحو المقدر بناءً على تاريخ أفراد الأسرة المصابين بالاضطراب، وحيثما أمكن، تحديد الطفرة الدقيقة المسببة للاضطراب بالإضافة إلى ميل المعين. نوع الطفرة لتطوير هذه المضاعفات.  بشكل عام، يحتاج الأفراد المصابون بهذا الاضطراب إلى متابعة منتظمة وإدارة متعددة التخصصات قبل الجراحة والحمل والولادة. يبدو أن النساء المصابات بهذا الاضطراب لديهن معدل إجهاض متزايد وأن جميع الأفراد الذين لديهم نشاط الفِبرينوجين في اختبارات التخثر أقل من 0.5 جرام / لتر معرضون للنزيف والإجهاض التلقائي. يجب أخذ النساء اللاتي يعانين من حالات إجهاض متعددة والأفراد الذين يعانون من مستويات نشاط الفِبرينوجين المنخفضة للغاية في الاعتبار من أجل العلاج الوقائي باستبدال الفِبرينوجين أثناء الحمل والولادة و / أو الجراحة. 

#### الأفراد الذين يعانون من أعراض
يجب علاج الأفراد الذين يعانون من نزيف عرضي نتيجة خلل الفِبرينوجين الدم الخلقي في مركز متخصص في علاج الهيموفيليا. يجب عليهم تجنب جميع الأدوية التي تتداخل مع وظيفة الصفائح الدموية الطبيعية. أثناء نوبات النزيف، العلاج بمركزات الفِبرينوجين أو في حالات الطوارئ أو عندما تكون هذه التركيزات غير متوفرة، يتم حقن البلازما الطازجة المجمدة و / أو الراسب القري (جزء بلازما غني بالفبرينوجين) للحفاظ على مستويات نشاط الفِبرينوجين> 1 جرام / لتر. يوصى باستخدام حمض الترانيكساميك أو مركزات الفِبرينوجين للعلاج الوقائي قبل الجراحة الصغرى بينما يوصى باستخدام مركزات الفِبرينوجين قبل الجراحة الكبرى باستخدام تركيزات الفِبرينوجين التي تسعى إلى الحفاظ على مستويات نشاط الفِبرينوجين عند> 1 جرام / لتر. يجب معالجة النساء اللواتي يخضعن للولادة المهبلية أو القيصرية في مركز الهيموفيليا بتركيز الفِبرينوجين للحفاظ على مستويات نشاط الفِبرينوجين عند 1.5 جرام / لتر. يحتاج هؤلاء الأفراد إلى مراقبة دقيقة للنزيف خلال فترات ما بعد الولادة. 
يجب أيضًا علاج الأفراد الذين يعانون من تجلط الدم العرضي نتيجة خلل الفِبرينوجين الدم الخلقي في مركز متخصص في علاج الهيموفيليا باستخدام عوامل مضادة للتخثر. يجب إرشادهم حول الأساليب السلوكية المضادة للتخثر في المواقف عالية الخطورة مثل ركوب السيارات الطويلة والرحلات الجوية. يجب معالجة الجلطة الوريدية باستخدام الهيبارين منخفض الوزن الجزيئي لفترة تعتمد على التاريخ الشخصي والعائلي لأحداث الجلطة. يجب أن يتجنب العلاج الوقائي قبل الجراحة الصغرى مكملات الفِبرينوجين واستخدام التدابير الوقائية لمنع تخثر الدم؛ قبل الجراحة الكبرى، يجب استخدام مكملات الفِبرينوجين فقط في حالة حدوث نزيف خطير؛ خلاف ذلك، يوصى باتخاذ تدابير وقائية لمنع تخثر الدم. 

## الفبرينوجين الوراثي سلسلة الداء النشواني ألفا

### العرض
الأفراد المصابون بالداء النشواني سلسلة الفبرينوجين الوراثي يتواجدون مع أدلة تتراوح من بيلة بروتينية عديمة الأعراض إلى القصور الكلوي التدريجي وأمراض الكلى في نهاية المرحلة. فهي لا تدل على حدوث نزيف أو تجلط مرضي، كما أن الداء النشواني لديهم غير جهازي حيث يقتصر على الكلى. في تقرير عن 474 مريضًا يعانون من الداء النشواني الكلوي، يمثل مرض سلسلة الفِبرينوجين الوراثي Aα 1.3 ٪ فقط من جميع الحالات في حين أن الداء النشواني الكلوي الناجم عن الغلوبولين المناعي الشاذ (على سبيل المثال داء النشواني AL) يمثل 86٪ من الحالات). ومع ذلك، فإن الداء النشواني لسلسلة الفِبرينوجين الوراثي هو الشكل الأكثر شيوعًا من الداء النشواني الكلوي العائلي.  

### الفيزيولوجيا المرضية
تتسبب طفرات معينة في جين الفِبرينوجين Aα في شكل من أشكال الداء النشواني الكلوي العائلي يسمى الداء النشواني الفِبرينوجيني الوراثي.  يرجع هذا الاضطراب إلى وراثة وراثة سائدة لطفرات سلسلة Aα ، وأكثرها شيوعًا هو طفرة الهيموجلوبين Indianopolis ، وهي طفرة غير متجانسة (1718G> T: Arg554Leu). الطفرات الخاطئة الأخرى التي تسبب هذا الاضطراب لم يتم تسميتها؛ وهي تشمل 1634A> T: Glu526Val ؛ c.1670C> A: Thr538lys ؛ ج 1676 أ. T: Glu540Val ؛ و c1712C> A: Pro552His. إن طفرة الحذف التي تسبب تغيير الإطار، حوالي 1622delT : Thr525Leu ، هي أيضًا سبب للاضطراب. يُفرز الفِبرينوجين الذي يحمل سلاسل Aα المتحولة هذه في الدورة الدموية ويتراكم تدريجيًا في الكلية ويسبب إصابة كبيرة بها. لا يبدو أن مادة الفِبرينوجين الطافرة تتراكم في أنسجة خارج الكلى أو تصيبها.  

### تشخيص
يعتمد تشخيص هذا الاضطراب على إظهار: 1) وجود خلل وظيفي في الفِبرينوجين في البلازما، أي أنه أقل اكتشافًا وظيفيًا مقارنةً بالفِبرينوجين المكتشف مناعيًا. ب) وجود علامات و / أو أعراض أمراض الكلى. ج) الدليل النسيجي على التدمير الهائل في كثير من الأحيان للكبيبات الكلوية بواسطة الأميلويد كما تم اكتشافه بواسطة صبغة الكونغو الأحمر. لا ينبغي أن يكون هناك أي دليل على الداء النشواني الجهازي . تستخدم المراكز المتخصصة الدراسات المناعية والوراثية لتحديد طبيعة رواسب الأميلويد الكلوية، ووجود الطفرات الجينية FGA ، وحدوث هذه الطفرات في أفراد الأسرة. يُظهر الاضطراب تغلغلًا شديد التباين بين أفراد الأسرة.   يُظهِر داء النشواني الفِبرينوجيني الوراثي نفاذية متغيرة بين أفراد الأسرة، ومظهر نسيجي مميز، وبيلة بروتينية، واختلال كلوي تدريجي، ومعدلات بقاء أفضل بشكل ملحوظ من الأشكال الأخرى للداء النشواني الكلوي الجهازي.

### علاج أو معاملة
يعتمد علاج الداء النشواني الفِبرينوجيني الوراثي على غسيل الكلى المزمن، وحيثما أمكن، زرع الكلى. بينما يحدث تكرار الإصابة بالداء النشواني في الكلى المزروعة وهو أمر متوقع، فإن معدلات بقاء الزرع لهذا النوع من الداء النشواني أفضل بكثير من معدلات الزرع في أشكال أخرى من الداء النشواني الكلوي الجهازي. يمكن اعتبار الأفراد الأصحاء نسبيًا الذين يعانون من الداء النشواني الكلوي الوراثي المرتبط بسلسلة الفِبرينوجين ألفًا لإجراء عملية زرع الكلى والكبد مع توقع إطالة بقاء الكلى المزروعة عن طريق استبدال الكبد المنتج للفبرينوجين ألف ألف بكبد غير مريض كبد متبرع. 

## خلل فِبرينوجين الدم المكتسب

### العرض
عادة ما يظهر خلل فِبرينوجين الدم المكتسب مع علامات وأعراض و / أو تشخيصات مسبقة للمرض المسبب الأساسي أو تناول الأدوية لدى فرد لديه نزعة أو نوبة نزيف غير مبررة. يبدو أن النزيف يكون أكثر وضوحا في المكتسبة مقارنة بخلل الفِبرينوجين الدم الخلقي. إن الجلطة المرضية، على الرغم من احتمالية حدوثها لدى هؤلاء الأفراد كمضاعفات لمرضهم الأساسي، فهي سمة غير شائعة للاضطراب المكتسب. 

### الفيزيولوجيا المرضية
يحدث خلل الفِبرينوجين في الدم المكتسب كنتيجة معروفة أو مفترضة لمرض أساسي يتداخل بشكل مباشر أو غير مباشر مع وظيفة تخثر الفِبرينوجين. الأفراد المصابون بخلل الفِبرينوجين الدم المكتسب لديهم ميل أكبر لمضاعفات النزيف من أولئك المصابين بالفِبرينوجينيميا الخلقي.    يقدم الجدول التالي بعض التشوهات والأسباب والفيزيولوجيا المرضية الظاهرة جنبًا إلى جنب مع بعض التعليقات على أمثلة لخلل الفِبرينوجين الدم المكتسب. 
| اضطراب                                    | سبب | الفيزيولوجيا المرضية                        | تعليق                                            |
| ----------------------------------------- | --- | ------------------------------------------- | ------------------------------------------------ |
| تعديل غير صحيح بعد الترجمة من الفِبرينوجين | أمراض الكبد الحادة                                                                                      | سياللة الفِبرينوجين غير الطبيعي              | السبب الأكثر شيوعًا لخلل الفبرينوجين الدم المكتسب |
| الأجسام المضادة أحادية المنشأ             | خلل خلايا البلازما مثل المايلوما المتعددة و MGUS                                                        | يتداخل الجسم المضاد أحادي النسيلة مع التخثر | غير مألوف                                        |
| جسم مضاد متعدد النسيلة                    | أمراض المناعة الذاتية مثل الذئبة الحمامية الجهازية والتهاب المفاصل الروماتويدي والتهاب القولون التقرحي. | يتداخل الجسم المضاد متعدد النسيلة مع التخثر | غير مألوف                                        |
| إنتاج الفِبرينوجين غير الطبيعي بالسرطان    | سرطان عنق الرحم من الظهارة وسرطان الخلايا الكلوية وغيرها                                                | تأثير الأباعد الورمية للسرطان               | نادر للغاية                                      |
| تأثير المخدرات                            | ميثراميسين، أيزونيازيد، مثبطات الثرومبين المباشرة (مثل الهيبارين، دابيغاتران، بيفاليرودين، أرجاتروبان)  | غير واضح                                    | تقارير حالة نادرة للغاية                         |

### تشخيص
يستخدم تشخيص خلل الفِبرينوجين الدم المكتسب نفس الاختبارات المعملية المستخدمة لخلل الفِبرينوجين الدم الخلقي بالإضافة إلى دليل على وجود مرض مسبب كامن. 

### علاج
يتبع علاج خلل الفِبرينوجين الدم المكتسب الإرشادات الموصى بها لخلل الفِبرينوجين الدم الخلقي.  بالإضافة إلى ذلك، قد يكون علاج أي مرض يُعتقد أنه مسؤول عن خلل الفبرينوجين في الدم مفيدًا. على سبيل المثال، تم استخدام تبادل البلازما العلاجي والعلاج الكيميائي لتقليل مستويات الأجسام المضادة وحيدة النسيلة بنجاح لعكس النزيف الذي لا يمكن السيطرة عليه في حالات خلل الفِبرينوجين الدم المرتبط بالورم النخاعي المتعدد. 